# شهر بابك
شهر بابك (بالفارسية: شهربابک) هي مدينة تقع في إيران في البلدة المركزية. يقدر عدد سكانها بـ 43,916 نسمة.

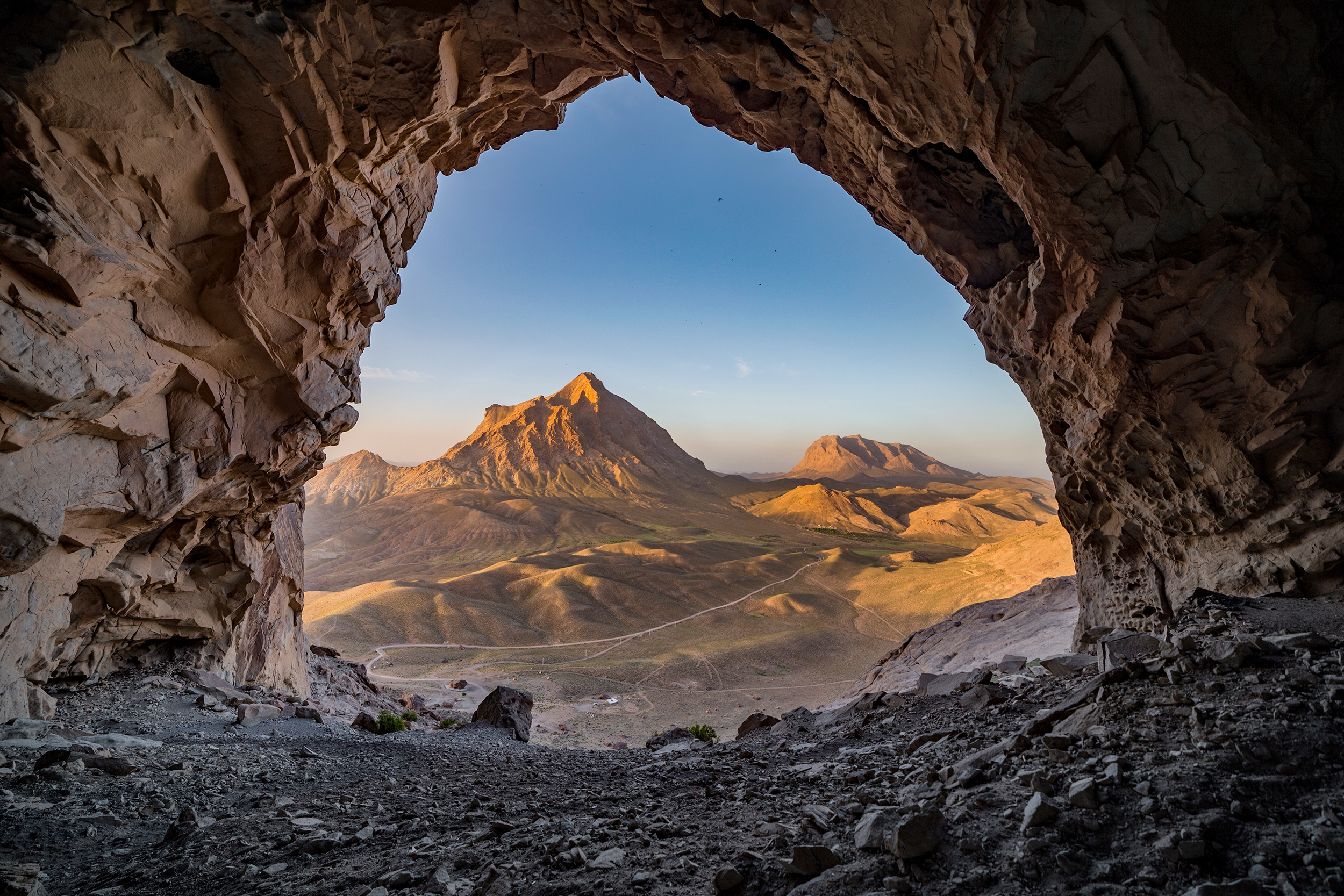
كهف أيوب في شهر بابك، إيران.